# VMGR-152
152ème Escadron de transport et de ravitaillement (USMC)
Le Marine Aerial Refueler Transport Squadron 152 (ou VMGR-152) est un escadron d'avion ravitailleur KC-130J Hercules du Corps des Marines des États-Unis, qui fournit un service de ravitaillement en vol pour soutenir les opérations aériennes de la Fleet Marine Force (FMF); et assure le transport aérien d'assaut du personnel, de l'équipement et des fournitures. L'escadron, connu sous le nom de "Sumos" est stationné à la Marine Corps Air Station Iwakuni à Iwakuni au Japon et fait partie du Marine Aircraft Group 12 (MAG-12) et de la 1st Marine Aircraft Wing (1st MAW).

## Mission
Le VMGR-152 Fournit un service de ravitaillement en vol à l'appui des opérations aériennes de la Fleet Marine Force et assurer le transport aérien d'assaut du personnel, de l'équipement et des fournitures.
Ravitaillement en vol : Le VMGR-152 est capable de ravitailler en carburant des hélicoptères, des aéronefs à rotor basculant et à voilure fixe à l'appui de missions tactiques, d'opérations d'entraînement ou de vols de convoyage. Ceci est accompli grâce à l'utilisation des deux nacelles de ravitaillement montées sous les ailes de son avion KC-130J, à l'extérieur des moteurs. 
Transport aérien d'assaut : Le transport aérien d'assaut est la mission secondaire de l'escadron. Le VMGR-152 peut livrer des fournitures et des troupes par largage aérien ou par des atterrissages d'assaut sur des pistes d'atterrissage improvisées, de jour comme de nuit, à l'aide d'appareils de vision nocturne.

## Historique

### Origine
Le Marine Utility Squadron 253 'VMJ-253) a été mis en service le 11 mars 1942 à San Diego, en Californie. Le premier groupe de pilotes de l'escadron était des pilotes de ligne qui faisaient également partie de l'United States Marine Corps Reserve. Peu de temps après la mise en service, l'escadron a rejoint l'organisation conjointe de transport aérien surnommée South Pacific Combat Air Transport Command (en) (SCAT).

### Service
- Seconde guerre mondiale :

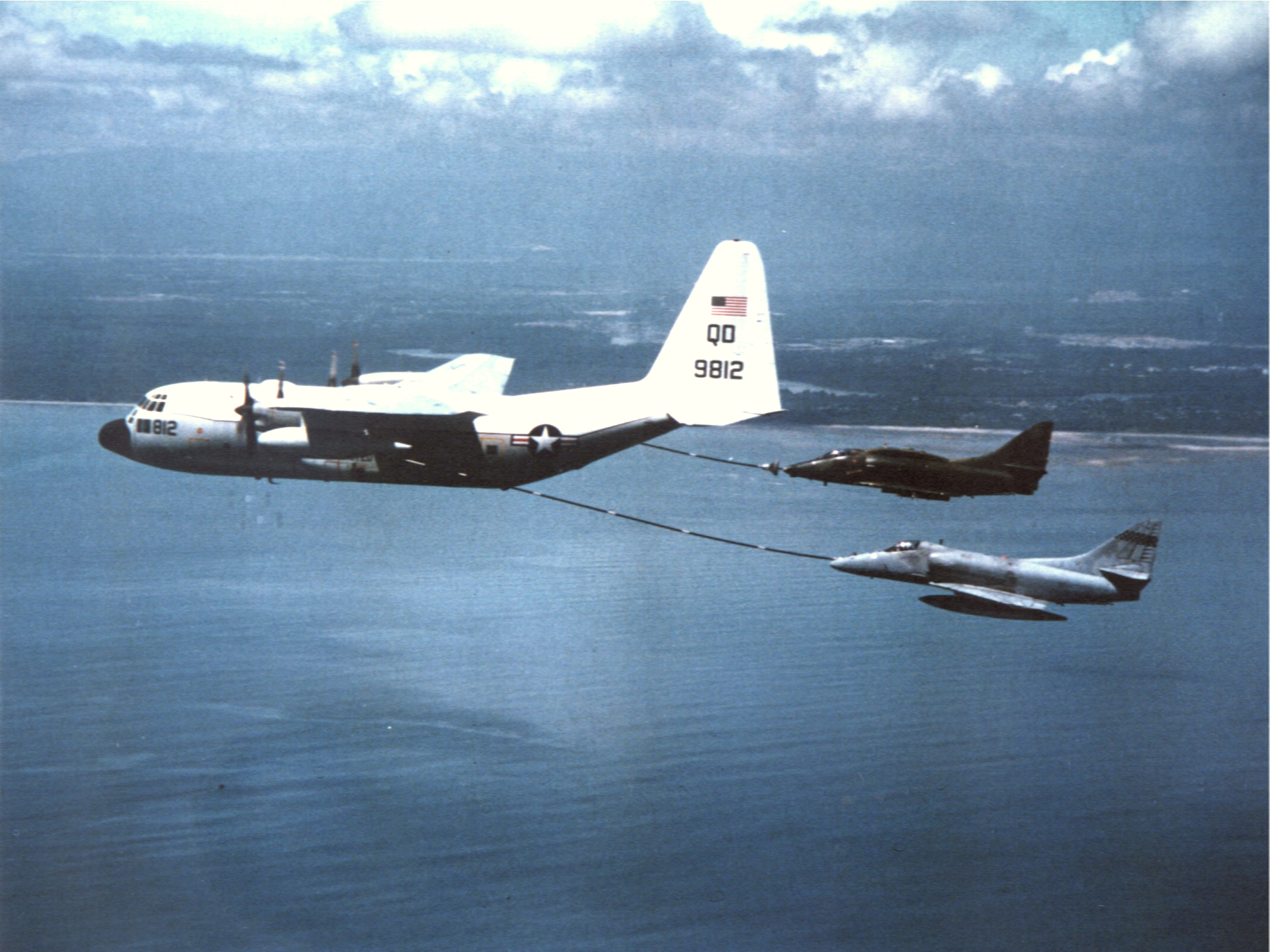
Ravitaillement en vol (1987)

En novembre 1942, le VMJ-253 avait soutenu les opérations sur Guadalcanal et les îles environnantes, et a été le premier escadron de transport de combat à atterrir à Henderson Field, amenant le général de brigade Roy Geiger et son état-major à prendre le commandement de la 1st Marine Aircraft Wing. Les Douglas R4D de l'escadron ont résolu les problèmes logistiques des Marines et des soldats sur Guadalcanal. Jusqu'en 1943, le VMJ-253 a soutenu les opérations sur Bougainville, la Nouvelle-Géorgie, Vella Lavella et de nombreuses îles de la chaîne des Salomon. En 1944, l'escadron devient officiellement un escadron de transport et est renommé VMR-253. Il est resté sur Guam jusqu'à la fin de la guerre et, en mai 1946, est retourné au Marine Corps Air Station Miramar.
- Guerre de Corée : Le VMR-253 a été transféré au Marine Corps Air Station El Toro intégrant la Marine Aircraft Group 25 (en). Il a poursuivi sa mission principale de déplacer des hommes et des fournitures partout où le Corps des Marines en avait besoin. Après un arrêt d'escadron de quatre ans de 1947 à 1951, le VMR-253 a été réactivé pour le service actif pendant la guerre de Corée avec seulement six avions Curtiss R5C, 5 officiers et 18 Marines enrôlés. À la fin de l'année, il était passé à 58 officiers et 184 hommes de troupe; avait reçu 16 nouveaux Fairchild R4Q.

A la fin de la guerre il a rejoint la Marine Corps Air Station Iwakuni au Japon. En 1962, l'escadron est équipé du Lockheed KC-130 Hercules. Avec sa capacité à ravitailler les chasseurs et les avions d'attaque, le VMR-253 a été renommé Marine Aerial Refueler Transport Squadron 152 (VMGR-152), et la mission principale de l'escadron est devenue le ravitaillement en vol.
- Guerre du Vietnam :

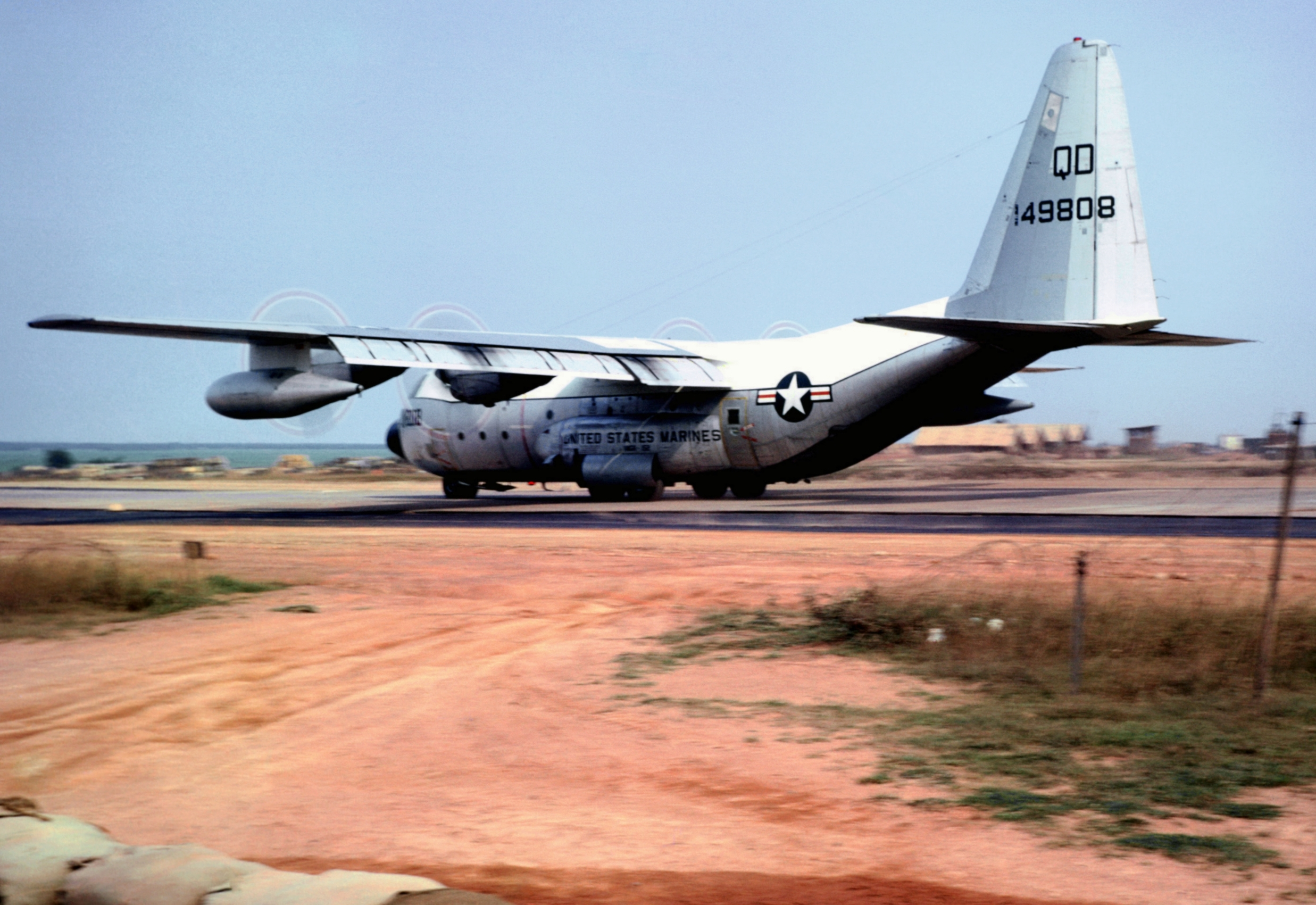
KC-130 Hercules du VMGR-152 à au Vietnam en 1967

À partir de 1965, avec l'implication croissante des États-Unis au Vietnam, des détachements du VMGR-152 ont été déployés dans le pays avec la Marine Expeditionary Unit pour soutenir les F-4 Phantom II et les A-4 Skyhawk utilisés par les escadrons tactiques des Marines.
Parallèlement au soutien direct de l'action au Vietnam, l'escadron s'est imposé comme un pilier dans le Pacifique occidental. Le VMGR-152 a mené de nombreuses missions transpacifiques, qui impliquaient le ravitaillement en carburant d'escadrons entiers d'avions de chasse et d'attaque alors qu'ils traversaient le Pacifique lors de leur déploiement.
En janvier 1995, le VMGR-152 a rejoint le Special Purpose MAGTF à l'appui de l'Operation United Shield (en), le retrait final de toutes les forces de l'ONUSOM de Somalie.
- Guerre d'Irak : En 2003, le VMGR-125 participe à l' Opération Tempête du désert.
- Guerre d'Afghanistan : En mai 2009, le VMGR-152 a rejoint l'Opération Enduring Freedom avec le nouveau KC-130J.